# چارنه پیانتکووو
چارنه پیانتکووو (به لهستانی:  Czarne Piątkowo) یک روستا در لهستان است که در گمینا شرودا ویلکوپولسکا واقع شده‌است. چارنه پیانتکووو ۱۴۰ نفر جمعیت دارد.